# Championnat de Corée du Sud de football 1993
Navigation
Saison précédente Saison suivante
La saison 1993 du Championnat de Corée du Sud de football était la 11e édition de la première division sud-coréenne à poule unique, la K-League. Six clubs prennent part au championnat qui prend la forme d'une poule unique où toutes les équipes se rencontrent six fois au cours de la saison. Il n'y a pas de club relégué en fin de saison, au vu du trop faible nombre de formations engagées dans la compétition.
C'est le club des Ilhwa Chunma qui termine en tête du classement final, avec 9 points d'avance sur les LG Cheetahs et 12 sur les Hyundai Horang-i. C'est le tout premier titre de champion de Corée du Sud de l'histoire du club. Le tenant du titre, les POSCO Atoms, termine à la 4e place du classement.

## Les 6 clubs participants
| - Yukong Kokkiri - Daewoo Royals - Hyundai Horang-i - Ilhwa Chunma - LG Cheetahs - POSCO Dolphins |

## Compétition
Le championnat voit son barème modifié cette saison. En effet, si une rencontre se termine sur un match nul, une séance de tirs au but est organisée entre les deux équipes. Le barème de points servant à établir le classement se décompose ainsi :
- Victoire : 4 points
- Victoire après les tirs au but : 2 points
- Défaite après les tirs au but : 1 point
- Défaite : 0 point

### Classement
| Rang | Équipe           | Pts | J  | G  | Gt | Pt | P  | Bp | Bc | Diff |
| ---- | ---------------- | --- | -- | -- | -- | -- | -- | -- | -- | ---- |
| 1    | Ilhwa Chunma     | 68  | 30 | 13 | 5  | 6  | 6  | 35 | 23 | +12  |
| 2    | LG Cheetahs      | 59  | 30 | 10 | 8  | 3  | 9  | 28 | 29 | -1   |
| 3    | Hyundai Horang-i | 56  | 30 | 10 | 6  | 4  | 10 | 22 | 22 | 0    |
| 4    | POSCO Atoms T    | 52  | 30 | 8  | 6  | 8  | 8  | 34 | 29 | +5   |
| 5    | Yukong Kokkiri   | 48  | 30 | 7  | 7  | 6  | 10 | 25 | 31 | -6   |
| 6    | Daewoo Royals    | 40  | 30 | 5  | 5  | 10 | 10 | 22 | 32 | -10  |

|  | Qualification pour la Coupe d'Asie des clubs champions 1994-1995 |
|  | T Tenant du titre                                                |

## Bilan de la saison
| Championnat de Corée du Sud de football 1993 |                          |
| Champion                                     | Ilhwa Chunma (1er titre) |
| Coupes et trophées                           |                          |
| Vainqueur de la Coupe de Corée du Sud 1993   | Non disputée             |
| Qualifications continentales                 |                          |
| Coupe d'Asie des clubs champions 1994-1995   | Ilhwa Chunma             |
| Promotions et relégations                    |                          |
| Promus en K-League                           | Aucun                    |
| Relégués en K2-League                        | Aucun                    |